# Neolophonotus currani
Neolophonotus currani là một loài ruồi trong họ Asilidae. Neolophonotus currani được Londt miêu tả năm 1988. Loài này phân bố ở vùng nhiệt đới châu Phi.